# استبدال عطري محب للإلكترونات
تفاعل الاستبدال العطري المحب للإلكترونات هو تفاعل عضوي يحدث فيه استبدال لذرة (غالباً ما تكون الهيدروجين) في هيدروكربون عطري وذلك بكاشف محب للإلكترونات. من أهم تفاعلات الاستبدال العطري المحب للإلكترونات تفاعلات النترتة والهلجنة والسلفنة، بالإضافة إلى تفاعلات الألكلة مثل تفاعل فريدل-كرافتس.

مخطط طاقة التنشيط لتفاعل الاستبدال العطري المحب للإلكترونات

## أمثلة
- إن النترتة العطرية لتشكيل مركبات نترو تتم عن طريق تشكيل أيون النترونيوم من حمض النتريك وحمض الكبريتيك
- السلفنة العطرية لحلقة البنزين تجري باستخدام حمض الكبريتيك الساخن لتعطي حمض بنزين السلفونيك.
- هلجنة البنزين بالبروم أو الكلور أو اليود تعطي الأريل الموافق، بحيث يكون التفاعل محفزاً باستخدام ثلاثي هاليد الحديد الموافق.